# ドバイターフ
ドバイターフ（Dubai Turf、アラビア語: دبي تيرف）は、アラブ首長国連邦のメイダン競馬場で行われる競馬の競走である。
ドバイワールドカップミーティングの一環として、ドバイワールドカップ、ドバイシーマクラシックなどと共に開催されるG1競走。

## 概要
1996年に「ドバイデューティフリー (Dubai Duty Free)」の名称で創設。2015年より現名称に改められた。
1999年まではドバイワールドカップと同様にナド・アルシバ競馬場のダート2000mで行われていたが、2000年より芝1800mに変更。これにより、世界各国から中距離の精鋭馬が集うレースへと様相が一変した。その後、2002年に距離を1777mに短縮したが、施行場がメイダン競馬場に変更された2010年から再び1800mとなった。
国際競馬統括機関連盟 (IFHA) が公表した2012年から2014年の年間レースレーティングの平均値に基づく「世界のトップ100GIレース」によると、ドバイターフは全体の43位にランキングされた。ドンカスターマイル (Star Doncaster Mile) とは同順位で、TJスミスステークス・ダイヤモンドジュビリーステークス（ともに41位）に次ぐ評価となっている。
2015年から2019年までは賞金総額600万米ドルだったが、2021年は賞金総額が400万米ドルに減額されている。2022年は賞金総額500万米ドル。。

## 歴史
- 1996年 - ナド・アルシバ競馬場にてダート2000mで創設。
- 1999年 - 国際リステッドから国際G3に認定。
- 2001年 - 国際G2に昇格。
- 2002年 - 国際G1に昇格。
- 2010年 - 施行場をメイダン競馬場に変更。
- 2015年 - 名称を「ドバイターフ」に変更。
- 2020年 - 新型コロナウイルスの世界的な感染の拡がりに伴い、参加者の健康を守るため中止[5]。
- 2022年 - ロードノースとパンサラッサが本競走初の同着。ロードノースが本競走初の連覇[6]。
- 2023年 - ロードノースが本競走初の3連覇[7]。

## 歴代優勝馬
| 回数   | 施行日        | 調教国・優勝馬  | 性齢 | タイム   | 優勝騎手         | 管理調教師       |
| ------ | ------------- | --------------- | ---- | -------- | ---------------- | ---------------- |
| 第1回  | 1996年3月27日 | Key Of Luck     | 牡5  | 2:03.77  | G.スティーヴンス | K.マクローリン   |
| 第2回  | 1997年4月3日  | Tamayaz         | 牡5  | 2:02.20  | L.デットーリ     | S.ビン・スルール |
| 第3回  | 1998年3月28日 | Annus Mirabilis | 牡6  | 2:04.32  | G.スティーヴンス | S.ビン・スルール |
| 第4回  | 1999年3月28日 | Altibr          | 牡4  | 2:00.79  | R.ヒルズ         | S.ビン・スルール |
| 第5回  | 2000年3月25日 | Rhythm Band     | 騸4  | 1:48.60  | T.ダーカン       | S.ビン・スルール |
| 第6回  | 2001年3月24日 | Jim and Tonic   | 騸7  | 1:47.83  | G.モッセ         | F.ドゥーメン     |
| 第7回  | 2002年3月23日 | Terre a Terre   | 牝5  | 1:48.75  | C.スミヨン       | E.リボー         |
| 第8回  | 2003年3月29日 | Ipi Tombe       | 牝4  | 1:47.61  | K.シーア         | M.デ・コック     |
| 第9回  | 2004年3月27日 | Paolini         | 牡7  | 1:49.36  | E.ペドロザ       | A.ヴェーラー     |
| 第9回  | 2004年3月27日 | Right Approach  | 牡5  | 1:49.36  | W.マーウィング   | M.デ・コック     |
| 第10回 | 2005年3月26日 | Elvstroem       | 牡5  | 1:50.54  | N.ローウィラー   | T.ヴァジル       |
| 第11回 | 2006年3月25日 | David Junior    | 牡4  | 1:49.65  | J.スペンサー     | B.ミーハン       |
| 第12回 | 2007年3月31日 | Admire Moon     | 牡4  | 1:47.94  | 武豊             | 松田博資         |
| 第13回 | 2008年3月29日 | Jay Peg         | 牡4  | 1:46.20  | A.マーカス       | H.ブラウン       |
| 第14回 | 2009年3月28日 | Gladiatorus     | 牡4  | 1:46.91  | A.アジテビ       | M.ビン・シャフヤ |
| 第15回 | 2010年3月27日 | Al Shemali      | 牡6  | 1:50.84  | R.フレンチ       | A.アル・ライヒ   |
| 第16回 | 2011年3月26日 | Presvis         | 騸7  | 1:50.21  | R.ムーア         | L.クマーニ       |
| 第17回 | 2012年3月31日 | Cityscape       | 牡6  | 1:48.65  | J.ドイル         | R.チャールトン   |
| 第18回 | 2013年3月30日 | Sajjhaa         | 牝6  | 1:47.93  | S.デソウサ       | S.ビン・スルール |
| 第19回 | 2014年3月29日 | Just a Way      | 牡5  | R1:45.52 | 福永祐一         | 須貝尚介         |
| 第20回 | 2015年3月28日 | Solow           | 騸5  | 1:47.76  | M.ギュイヨン     | F.ヘッド         |
| 第21回 | 2016年3月26日 | Real Steel      | 牡4  | 1:47.17  | R.ムーア         | 矢作芳人         |
| 第22回 | 2017年3月25日 | Vivlos          | 牝4  | 1:50.20  | J.モレイラ       | 友道康夫         |
| 第23回 | 2018年3月31日 | Benbatl         | 牡4  | 1:46.02  | O.マーフィー     | S.ビン・スルール |
| 第24回 | 2019年3月30日 | Almond Eye      | 牝4  | 1:46.78  | C.ルメール       | 国枝栄           |
| 第25回 | 2021年3月27日 | Lord North      | 騸5  | 1:46.46  | L.デットーリ     | J.ゴスデン       |
| 第26回 | 2022年3月26日 | Lord North      | 騸6  | 1:45.77  | L.デットーリ     | J.ゴスデン       |
| 第26回 | 2022年3月26日 | Panthalassa     | 牡5  | 1:45.77  | 吉田豊           | 矢作芳人         |
| 第27回 | 2023年3月25日 | Lord North      | 騸7  | 1:47.40  | L.デットーリ     | J.ゴスデン       |
| 第28回 | 2024年3月30日 | Facteur Cheval  | 騸5  | 1:45.91  | M.ギュイヨン     | J.レニエ         |
| 第29回 | 2025年4月5日  | Soul Rush       | 牡7  | 1:45.84  | C.デムーロ       | 池江泰寿         |